# Heiltz-le-Maurupt
Heiltz-le-Maurupt település Franciaországban, Marne megyében. Lakosainak száma 435 fő (2022. január 1.). Heiltz-le-Maurupt Vernancourt, Pargny-sur-Saulx, Alliancelles, Bignicourt-sur-Saulx, Étrepy, Jussecourt-Minecourt, Sermaize-les-Bains, Sogny-en-l’Angle, Vanault-les-Dames és Villers-le-Sec községekkel határos.

## Népesség
A település népességének változása:
| Lakosok száma | 407  | 384  | 405  | 386  | 412  | 420  | 420  | 435  | 434  | 435  |
|               | 1968 | 1982 | 1990 | 2006 | 2013 | 2015 | 2017 | 2019 | 2020 | 2022 |